# La dama de Shalott (pintura)

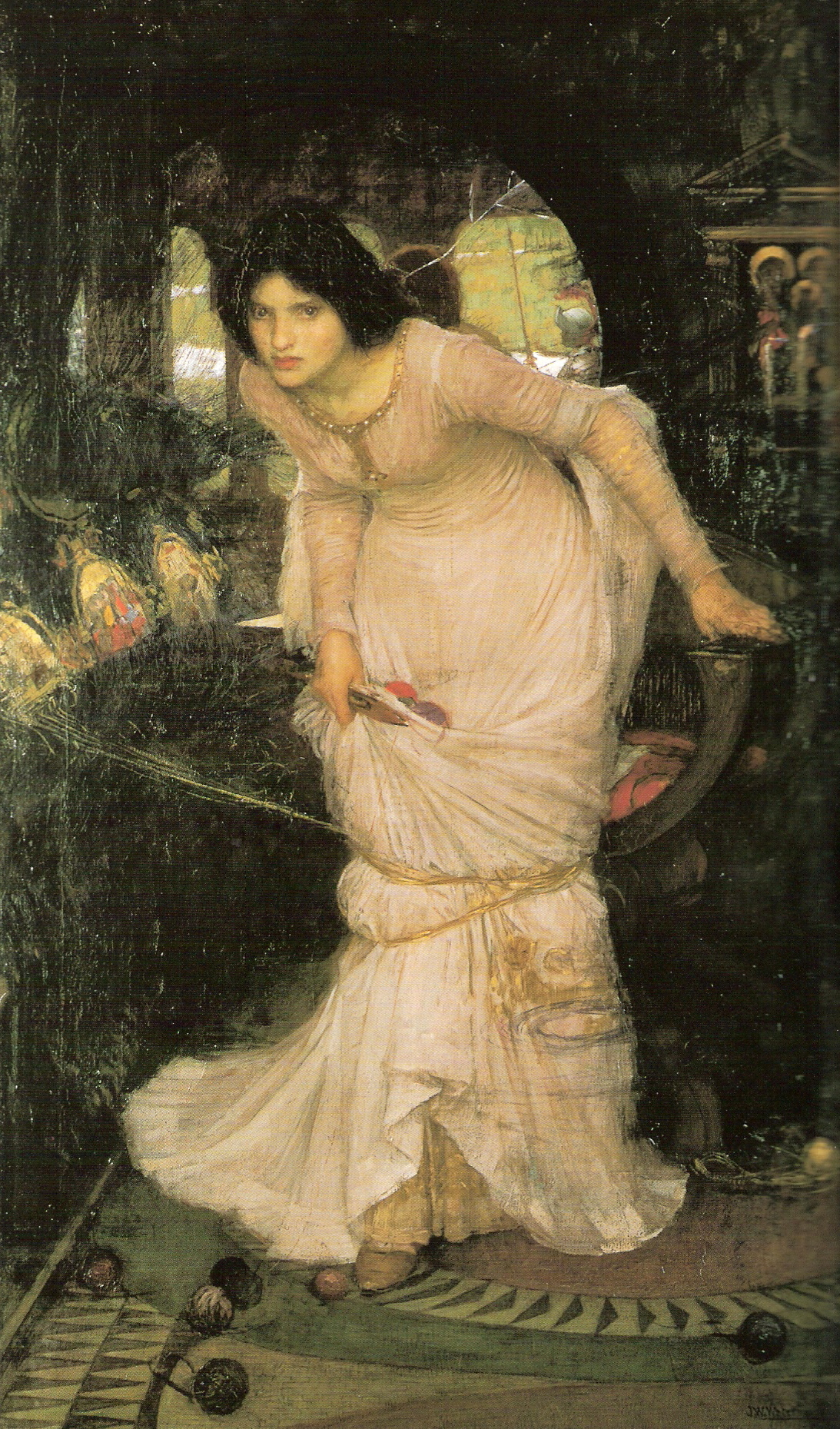
Mirando a Lanzarote, 1894.

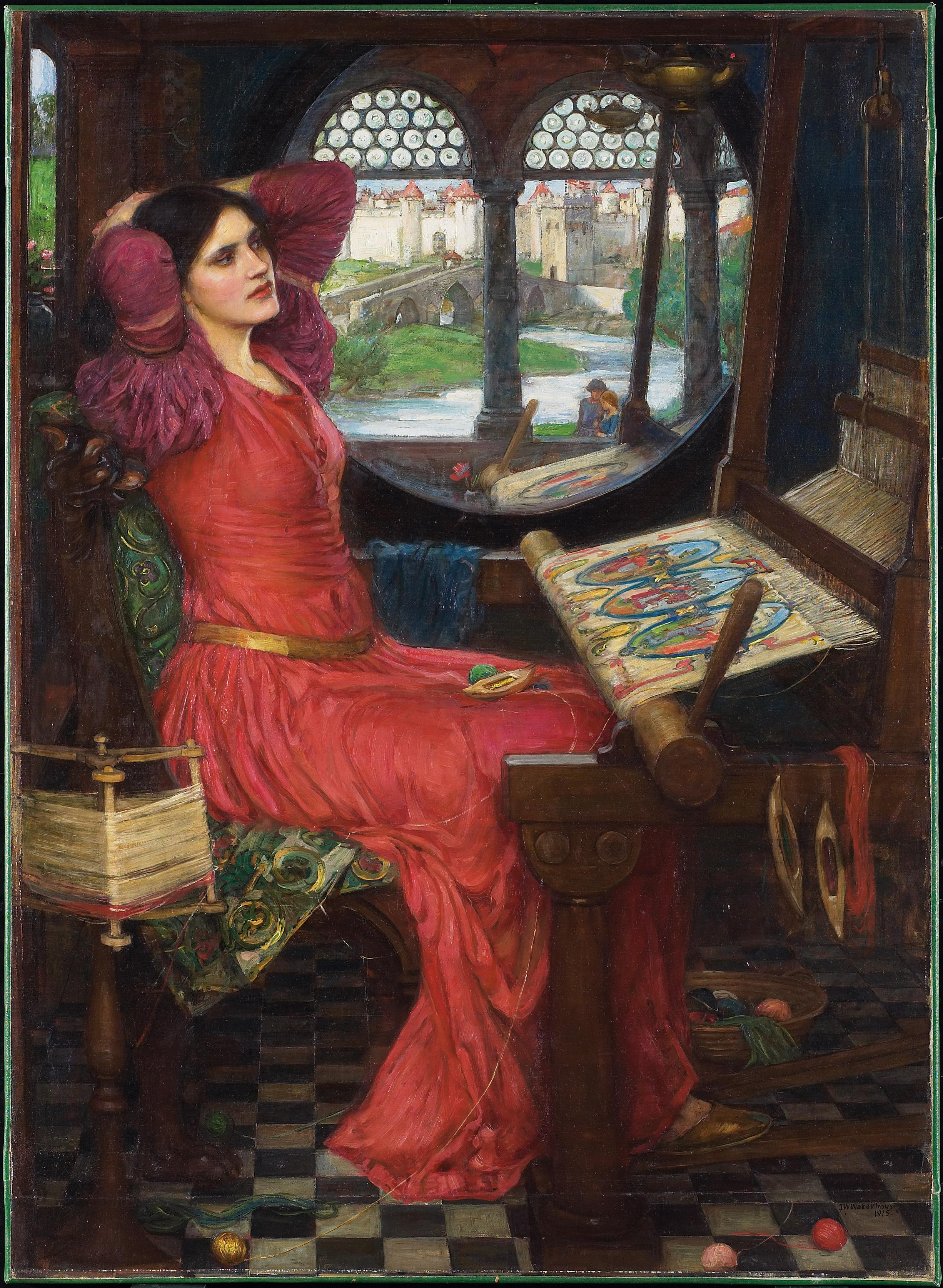
Cansada estoy de las sombras, dijo la dama de Shalott, 1915.

La dama de Shalott o La señora de Shalott (The Lady of Shalott en el original) es una de las obras más conocidas de John William Waterhouse. Fue pintada en 1888, exhibiéndose en 1894. Actualmente se halla en la Tate Britain de Londres.
Como pintor prerrafaelita, romántico y clasicista, a Waterhouse le gustaba la temática de corte medievalista fantástico. El pintor realizó tres obras sobre el mismo tema, inspiradas en un poema con el mismo título de Tennyson de 1832, y que forman parte de la antología clásica victoriana:  La dama de Shalott (1888), La dama de Shalott. Mirando a Lanzarote (1894), y Cansada estoy de las sombras, dijo la dama de Shalott (1916).
Esta trilogía tiene relación con el ciclo artúrico. Concretamente, cuenta la historia de la dama de Shalott, sin nombre, que fue encerrada en una torre donde tejía noche y día. Un susurro le anunció que le aguardaba una horrible maldición si miraba en dirección a Camelot: aunque desconocía en qué consistía la maldición, seguía tejiendo sin parar. Nadie la conocía, ya que vivía encerrada; algunos campesinos creían oírla cantar por las mañanas, al amanecer, y se referían a ella como a un hada. Su único contacto con el mundo era a través de un espejo, que reflejaba la ventana, que le mostraba el exterior. En las telas que tejía se reflejaba lo que ella veía a través de ese espejo, como las aventuras de los Caballeros de la Mesa Redonda que pasaban cerca. Un día, a través del espejo, la dama de Shalott vio a Lanzarote a caballo y se enamoró de él. Dejó de bordar y, sin poder evitarlo, miró hacia Camelot. En ese momento, el espejo se quebró, las telas salieron volando por la ventana y la maldición cayó sobre ella. Bajó de la torre y cogió una barca donde escribió su nombre.
Los versos del poema de Tennyson que corresponden a esta escena son:

Y en la oscura extensión río abajo

-como un audaz vidente en trance,

contemplando su infortunio-

con turbado semblante

miró hacia Camelot.

Y al final del día

la amarra soltó, dejándose llevar;

la corriente lejos arrastró

a la Dama de Shalott.

.

Yaciendo, vestida con níveas telas

ondeando sueltas a los lados

-cayendo sobre ella las ligeras hojas-

a través de los susurros nocturnos

navegó río abajo hacia Camelot;

y yendo su proa a la deriva

entre campos y colinas de sauces,

oyeron cantar su última canción

a la Dama de Shalott.

.

Escucharon una tuna lastimera, implorante,

tanto en alta voz como en voz baja,

hasta que su sangre se fue helando lentamente

y sus ojos se oscurecieron por completo,

vueltos hacia las torres de Camelot.

Y es que antes de que fuera llevada por la corriente

hacia la primera casa junto a la orilla,

murió cantando su canción

la Dama de Shalott.''

En la escena que pinta Waterhouse se ve a la dama sentada en la barca, fluyendo en dirección a Camelot. Se nos muestra una muchacha indefensa, con una simple túnica blanca soltando el bote hacia su destino, con un farol colgado en la proa donde ha dispuesto un crucifijo y tres velas. Su aspecto es el de una mujer agotada y caída a su destino, a su muerte. Su mirada está ausente, y sus brazos abandonados en señal de rendición.
Si se observan los detalles, se ve que las telas en la barca son las que ella misma había tejido. Estas narran las aventuras de los Caballeros de la Mesa Redonda, así como el amor que siente por Lanzarote. También cobran importancia las velas, que se van apagando a medida que la dama avanza hacia su destino y solo una queda ya encendida.
El paisaje inglés de fondo se reduce a trazos de color apagado y los juncos que aparecen en primer plano se muestran mediante simples pinceladas, estos y las golondrinas eran habituales en las orillas fluviales inglesas de la época. La riqueza de color y los magníficos detalles solo se utilizan para enfatizar la figura central. Waterhouse se concentra en la atmósfera y la decoración que tan bien ejemplifica La dama de Shalott; hay menos insistencia en el diseño, y más en la atmósfera.